# Lamar Lowder
Lamar Lowder est un producteur américain ayant participé à Powerman 5000 en tant que musicien. Il a également fait partie de Jerk (en), un groupe musical australien de metal industriel.